# التفسيرات الميكانيكية للجاذبية
التفسيرات الميكانيكية للجاذبية (أو النظريات الحركية للجاذبية) هي محاولات لشرح عمل الجاذبية بمساعدة العمليات  الميكانيكية  الأساسية، مثل قوى  الضغط التي يسببها الدفع، من دون استخدام أي العمل من بعد. هذه النظريات قد وضعت من القرن السادس عشر حتى القرن التاسع عشر في علاقة مع الأثير. غير أن هذه النماذج لم تعد تعتبر نظريات قابلة للتطبيق ضمن التيار الرئيسي للمجتمع العلمي  حيث أن  النسبية العامة هي الآن النموذج القياسي لوصف الجاذبية دون استخدام أي عمل من بعد. فرضيات  «الجاذبية الكمية» الحديثة  تحاول أيضا وصف الجاذبية عن طريق المزيد من العمليات الأساسية مثل حقل الجسيمات، ولكنها ليست على أساس الميكانيكا الكلاسيكية.

## التصوير
هذه النظرية ربما أفضل تفسير ميكانيكي معروف، وقد وضعت لأول مرة من قبل نيكولا فاشيو في عام 1690، وتمت إعادة اختراعها، عن طريق آخرين أمثال    جورج لويس (1748), اللورد كلفن (1872)، هندريك لورنتز (1900)، وتم انتقادها من قبل جيمس كلارك ماكسويل (1875)، هنري بوانكاريه (1908).
النظرية تفترض أن قوة الجاذبية هي نتيجة من جسيمات صغيرة أو موجات تتحرك بسرعة عالية في جميع الاتجاهات، في جميع أنحاء الكون. كثافة تدفق الجسيمات يفترض أن تكون هي نفسها في كل الاتجاهات، لذلك الجسم المعزول أ يتم ضربه بشكل متساوي من جميع الأوجه، مما يؤدى إلى توجيه  الضغط للداخل فقط ولكن بدون صافي اتجاه القوة. ولكن بوجود جسم آخر ب، يتم اعتراض جزء من الجسيمات التي كانت ستصطدم بالجسم أ من ناحية الجسم ب، لذلك يعمل الجسم ب كدرع ولذلك من جهة الجسم ب سيصطدم بالجسم أ جسيمات أقل من الاتجاه المعاكس. وبالمثل، سيتم الاصطدام بالجسم ب بجسيمات أقل من ناحية اتجاه الجسم أ عن الناحية الأخرى. يمكن القول أن الجسيمين أ وب يقومون بالتظليل على بعضهما البعض والجسيمين يتم دفعهما تجاه بعضهما البعض نتيجة لاختلال القوى.

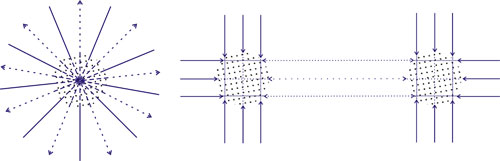
النفاذية ، التوهين و كتلة التناسب

هذا الظل يتبع قانون التربيع العكسي، لأن الخلل الناتج من زخم التدفق على كامل السطح الكروي الذي يقوم بتغليف الجسم لا يعتمد على حجم الجسم الدائري المغلف، في حين أن مساحة سطح الجسم الدائري تزداد نسبيا مع مربع القُطر. لتلبية الحاجة إلى تناسب الكتلة، تفترض النظرية أن أ) العناصر الأساسية للمادة صغيرة جدا بحيث أن إجمالي معظم المادة عبارة عن مساحة فارغة، ب) أن الجزيئات صغيرة جدا، بحيث أن جزء طفيف منها سيتم اعتراضه بواسطة المادة. والنتيجة هي أن «الظل» الناتج من كل جسم يتناسب طرديا مع مساحة سطح كل عنصر واحد من هذه المادة.
النقد: هذه النظرية مرفوضة أساسا لأسباب ديناميكا  حرارية لأن الظل يظهر فقط في هذا التصور فقط إذا تم امتصاص هذه الجسيمات أو الأمواج جزئيا، والذي سيؤدي إلى حرارة هائلة للأجسام. أيضا السحب أو مقاومة تيارات الجسيمات في اتجاه الحركة، سيشكل مشكلة كبيرة جدا. هذه المشكلة يمكن حلها عن طريق افتراض سرعات تجوفية، ولكن هذا الحل يزيد بشدة المشاكل الحرارية مما يتعارض مع النسبية الخاصة.

## الدوامات

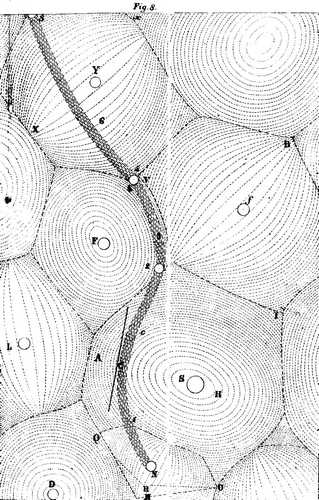
دوامات الأثير حول الأجرام السماوية

بسبب معتقداته  الفلسفية اقترح  رينيه ديكارت في عام 1644 بأنه لا يمكن أن توجد مساحات فارغة وأن الفراغات يجب أن يتم ملؤها دائما   بالمادة. أجزاء هذه المادة تميل إلى الحركة في اتجاهات مستقيمة، ولكن لأنها تقع قريبة من بعضها البعض، فإنه لا يمكن أن تتحرك بحرية، والذي وفقا لديكارت يعني أن كل الحركات دائرية لذا فالاثير مليئ  بالدوامات. ديكارت يميز أيضا بين مختلف الأشكال والأحجام للمواد حيث تقاوم المواد الخام الحركة الدائرية بقوة أكثر من المادة العادية. بسبب قوة الطرد المركزي، تميل المادة إلى الأطراف الخارجية للدوامة، مما يؤدي إلى تكثيف المادة هناك.المواد الخام لا يمكنها اتباع هذه الحركة بسبب  قصورها الذاتي الكبير —لذلك بسبب الضغط المكثف الخارجي يتم دفع هذه المواد إلى مركز الدوامة. وفقا لديكارت، هذا الضغط للداخل ما هو إلا جاذبية. كما قارن آليته مع حقيقة أنه إذا تم ايقاف سائل يملأ وعاء عن الدوران فإنه يستمر في الدوران، الآن إذا ألقى أحدهم جسيم خفيف «كقطعة خشب» في الوعاء فإنه يتحرك إلى منتصف الوعاء.

النقد: نيوتن اعترض على النظرية لأن السحب يجب أن تؤدي إلى انحرافات ملحوظة من المدارات التي لم تلاحظ. مشكلة أخرى هي أن الأقمار غالبا ما تتحرك في اتجاهات مختلفة، ضد اتجاه  حركة الدوامة. أيضا، تفسير هويجنز لقانون التربيع العكسي  تعميمي، لأن هذا يعني أن الأثير يطيع قانون كبلر الثالث. ولكن نظرية الجاذبية يجب أن تفسر هذه القوانين لا أن تقوم بافتراضهم.

## التيارات
في رسالة في عام 1675 إلى هنري أولدنبورغ، ولاحقا إلى  روبرت بويل، كتب نيوتن ما يلي: [الجاذبية هي نتيجة] «للتكثيف مما يسبب  تدفق الأثير مع نقص مقابل في كثافة الأثير يصاحبه زيادة في سرعة التدفق». وأكد أيضا أن هذه العملية متسقة مع كل ما قدمه من أعمال أخرى وقوانين كبلر للحركة. فكرة نيوتن عن انخفاض الضغط الذي يصاحبه زيادة سرعة التدفق تم تكوينه رياضيا تحت اسم  مبدأ برنولي والذي نُشر في كتاب دانيال برنولي  هيدروديناميكا في 1738.

ومع ذلك، على الرغم من انه في وقت لاحق اقترح تفسيرا ثانيا (انظر القسم أدناه)، علق نيوتن أن هذا السؤال ما زال غامضا. في رسالته الثالثة إلى بنتلي في 1692 كتب:
فمن غير المعقول أن المادة الجامدة، ودون وساطة شيء آخر غير مادي تعمل وتؤثر على مادة أخرى، دون الاتصال المتبادل، كما يجب أن تفعل إذا كانت الجاذبية طبقا لأبيقور أساسية وكامنة فيها. وهذا هو أحد الأسباب التي من أجلها أردتك ألا تنسب الجاذبية الكامنة إليّ. هذه الجاذبية التي يجب أن تكون فطرية وكامنة، وضرورية للمادة، حتى يستطيع الجسم أن يؤثر على جسم آخر بينهما مسافة وخلال الفراغ، دون وساطة من أي شيء آخر، والتي من خلالها ينتقل العمل والقوة من واحد إلى آخر، هي بالنسبة لي سخافة كبيرة والتي أعتقد أنه ما من أحد لديه تفكير فلسفي قد يقع فيها. الجاذبية يجب أن تنتج بواسطة عامل ثابت يعمل  باستمرار وفقا لقوانين معينة، أما ما إذا كان هذا العامل ماديا أم غير مادي فسأترك ذلك لاعتبار القراء.
النقد: كما في حالة نظرية لو سيج اختفاء الطاقة دون تفسير يخالف قانون حفظ الطاقة. أيضا بعض السحب يجب أن ينشأ، ولا يوجد عملية معلومة لتكوين وخلق المادة.

## الضغط الثابت
حدث نيوتن النسخة الثانية من البصريات (1717) مع آخر نظرية أثير ميكانيكية عن الجاذبية. على عكس أول تفسير له (1675 - انظر التيارات)، اقترح أثيرا ثابتا والذي يصبح أخف وأخف كلما اقترب من الأجرام السماوية. قياسا على قوة  الرفع (قوة) حيث تنتج القوة والتي تدفع كل الأجسام نحو مركز الكتلة. كما قام بتقليل قوة السحب بقوله أن للأثير كثافة صغيرة للغاية.
مثل نيوتن، افترض  ليونهارت أويلر في عام 1760 أن أثير الجاذبية  يفقد الكثافة وفقا لقانون التربيع العكسي. على غرار الآخرين  افترض أويلر أيضا أنه للحفاظ على تناسب الكتلة فإن المادة لا بد من ان يتكون معظمها من مساحة فارغة.
النقد: لم يعط كل من نيوتن وأويلر أي سبب لماذا كثافة الأثير يجب أن تتغير. وعلاوة على ذلك، جيمس كلارك ماكسويل أشار إلى أنه في هذا النموذج «الهيدروليكي»  «حالة من التوتر التي لابد أن نفترض أنها توجد في وسط غير مرئي، هي أكبر 3000 مرة ر من تلك التي يمكن للصلب تحملها».

## الموجات
تكهن  روبرت هوك في عام 1671 أن الجاذبية هي نتيجة أن كل المواد ترسل أمواجا في كافة الاتجاهات خلال الأثير. المواد الأخرى التي تتقاطع مع هذه الموجات تتحرك في اتجاه مصدر الموجات. هوك رأي ذلك قياسا على حقيقة أن الأجسام الصغيرة على سكح ماء مضطرب تتحرك في اتجاه مركز هذا الاضطراب.
تم وضع نظرية  رياضيا من قبل جيمس تشاليس من عام 1859 إلى عام 1876. حيث حسب أن حالة التجاذب تحدث إذا كان الطول الموجي كبيرا بالمقارنة مع المسافة بين الأجسام المنجذبة. إذا كان الطول الموجي صغيرا، فإن الأجسام تتنافر مع بعضها البعض. من خلال مزج هذه الآثار، حاول أيضا شرح كل القوى الأخرى.
النقد: اعترض ماكسويل بأن هذه النظرية تتطلب إنتاج ثابت من الموجات، والتي يجب أن تكون مصحوبة باستهلاك لا نهائي للطاقة.
تشاليس اعترف بنفسه بأنه لم يتوصل إلى نتيجة محددة بسبب تعقيد العمليات.

## النبض
لورد كلفن (1871) وكارل انطون  (1871) افترضا أن جميع المواد تنبض في الأثير. كان هذا قياسا إلى حقيقة أنه إذا كان نبض جسيمين كرويين داخل سائل في المرحلة فإنهما سيجذبان بعضهما البعض، وإذا لم يكن نبض الجسيمين في المرحلة فإنهما يتنافران. هذه الآلية تم استخدامها أيضا من أجل شرح طبيعة الشحنات الكهربائية. من بين الآخرين، هذه الفرضية تم فحصها من قبل جورج جابرييل ستوكس وفولديمار فويفت.
النقد : لشرح الجاذبية الكونية، يضطر المرء إلى أن يفترض أن كل النبضات في الكون هي في المرحلة والذي يبدو غير قابل للتصديق على الإطلاق. بالإضافة إلى ذلك، الأثير يجب أن يكون غير قابل للضغط لضمان أن الجذب ينشأ أيضا على مسافات أكبر. ووماكسويل قال بأن هذه العملية يجب أن يصاحبها تكوين وتكسير دائمين للأثير.

## تكهنات تاريخية أخرى
في عام 1690، افترض بيير فارنيون أن جميع الأجسام تتعرض لدفع من قبل جسيمات الأثير من جميع الاتجاهات، وأن هناك نوعا من التقييد على مسافة معينة من سطح الأرض والتي لا يمكن عبورها من قبل الجسيمات. لذا افترض أنه إذا كان الجسم أقرب إلى الأرض من حدود التقييد، فإن الجسم سوف يشهد دفعا أكبر من أعلى أكبر من الأسفل، الأمر الذي يؤدى إلى سقوطه نحو الأرض.
في عام 1748، افترض  ميخائيل لومونوسوف  أن تأثير الأثير يتناسب مع كامل سطح المكونات الأولية التي تتكون منها المادة (على غرار هويجينز وفاشيو قبله). كما افترض أيضا نفاذية هائلة للأجسام. ومع ذلك، فهو لو لم يعطينا أي تفسير عن كيفية تداخل الأثير بالضبط مع المواد مسببا الجاذبية.
في عام 1821، حاول جون هيراباث  أن يطبق نموذجه المطور عن  النظرية الحركية للغازات على الجاذبية. حيث افترض أن الأثير يتم تسخينه من قبل الأجسام فيفقد الكثافة مما يؤدي إلى دفع هذه الأجسام إلى هذه المناطق ذات الكثافة الأقل.
ومع ذلك، فقد تبين من خلال تايلور أن انخفاض الكثافة بسبب التمدد الحراري يتم التعويض عنه عن طريق زيادة سرعة الجزيئات الساخنة؛ ولذلك لا يتنج أي تجاذب.

## تنظير حديث
لم تلق هذه التفسيرات الميكانيكية للجاذبية أي قبول واسع. بالرغم من أن هذه الأفكار استمرت دراستها أحيانا عن طريق بعض الفيزيائيين حتى بداية القرن العشرين والذي في وقتها كانت تعتبر مرفوضة إجمالا. على الرغم من أن بعض الباحثين من خارج التيار العلمي ما زالوا يحاولون جعل هذه النظريات عاملة تحت بعض الظروف.
نظرية لو ساج  تمت دراستها من قبل رادزيفيسكي وكاجالى يكوفا (عام 1960)،  شينيديروف (1961), بونومانو وإنجلز (1976), أداموت (1982), جاكولا (عام 1996)،  توم فان  (1999), وإدواردز (2007). مجموعة متنوعة من  نماذج لو ساج والمواضيع المرتبطة تمت دراستهل في إدواردز.
الجاذبية بسبب الضغط الثابت تمت دراستها حديثا بواسطة أرمينيون